# Hafadapiercing
Een hafadapiercing is een oppervlaktepiercing in het vel van het scrotum. De hafada is niet diep en dankzij de flexibiliteit van het scrotum wordt de piercing zelden afgestoten. Een piercing die wel door het volledige scrotum gaat, noemt men een transscrotumpiercing.